# 程咬金
程知節（589年—665年2月26日），字义贞，原名咬金，济州东阿人（今属山东省东阿县），唐朝大将，凌烟阁二十四功臣之十九。大部分演义小说以其本名稱呼。在民间故事中，他是一员福将，其三板斧相当厉害，但實際上，一生並無以板斧為武器，而用槊。

## 家世
曾祖父程兴，北齐兖州司马。祖父程哲，北齐晋州司马。父親程娄，济州大中正，后追赠使持节瀛州诸军事、瀛州刺史。

## 生平

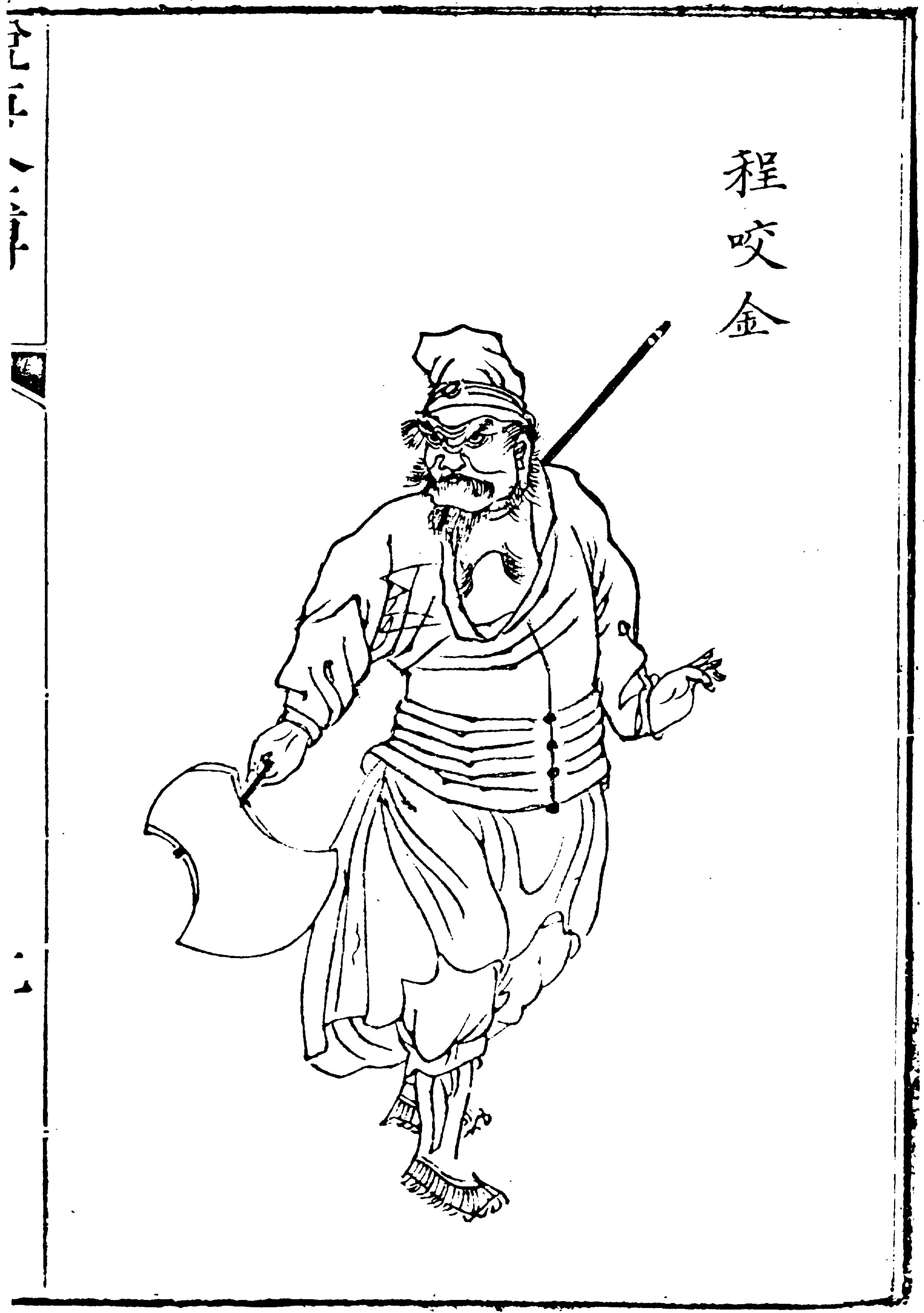
《說唐演義全傳》程咬金

程知节出身东平程氏，濟州東阿人。程知节是唐初猛将，少骁勇，善于骑马用槊击刺。大业六年（610年）起，盗贼蜂起，程知節组织了一支数百人的武装，护卫乡里。后投奔瓦岗李密，得到重用，为内军骠骑之一。李密在军中挑选出勇烈之士八千人，隶属四骠骑，分为左右，号称内军。李密曾自豪道：“此八千人可当百万。”程知节领导其中一军，受到李密厚待。618年（唐高祖武德元年），王世充与李密决战。王世充军攻击单雄信部，李密派遣程知节及裴行俨增援。战斗中，裴行俨中流矢坠马，程知节连斩数人，抱起裴行俨向后撤退。追兵用槊刺穿他的身体，程知节将槊折断，杀了追兵才逃脱。李密战败，王世充俘获程知节，任命他为将军，待之甚厚。

### 降唐
武德二年（619年），因鄙夷王世充为人多诈，程知节与秦叔宝、吴黑闼、牛进达等数十人一起投唐，被任命为秦王府左三统军。此后，程知节追随秦王李世民，先后击败宋金刚、窦建德、王世充，每阵先登，屡立战功，封宿国公。
武德七年，太子李建成與秦王李世民争位期间，程知节被外任为康州刺史，他对秦王说：“大王您的左膀右臂现在被一一斩除，身体还能长久保全吗？知节就算死，也不能离开。”武德九年六月四日玄武门之变，程知节亦参与其中。玄武门之变后，拜太子右卫率，迁右武卫大将军，实封七百户。贞观年间，历任泸州都督、左领军大将军。与长孙无忌等代袭刺史，改封卢国公，授普州刺史。贞观十七年（643年）拜左屯卫大将军，检校北门屯兵，加封镇军大将军。太宗命人于凌烟阁绘制功臣二十四人画像，程知节位列十九。
永徽六年，迁左卫大将军。显庆年间（655年－657年），程知节以葱山道行军总管领兵出征西突厥阿史那贺鲁，為唐朝与西突厥第二次战役。由于在恒笃城进行大屠杀，以及错失战机，返回后被免职。沒多久，授岐州刺史，持节岐州诸军事。后上書請求辭官養老，高宗允之。
麟德二年二月七日（665年2月26日），程知节在怀德里第去世，年七十七岁（虚岁），追贈骠骑大將軍、益州大都督，谥号襄，赠绢布一千匹、米粟一千石，陪葬昭陵。

## 历任官职
- 隋开皇九年（589年）出生。

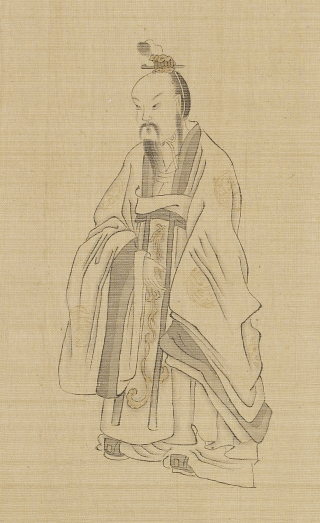
程知節

- 隋大业六年（610年），在家乡济州东阿聚集数百人，成立保乡团。
- 隋大业十二年（616年），去河南滑县参加李密瓦岗军，被署为骠骑军四骠骑之一的内军骠骑首领。四骠骑为帐内骠骑秦琼、外马军骠骑单雄信、王伯当。
- 唐武德元年（618年）九月，李密被王世充击败，此战中程知节为救裴行俨，被长槊洞穿身体，瓦岗军被王世充收编，王世充待他甚厚。九曲之战前与秦琼、牛进达、吴黑闼等人一起投唐，拜上大将军。
- 武德三年（620年），时秦王李世民专掌军事征讨，程知节以骁勇被引入秦王府为左三统军。后领左一马军总管。以功封宿国公，食邑三千户。
- 武德四年（621年），被外派为使持节康州诸军事、康州刺史。被李世民留住，任右二府护军。
- 武德九年（626年）六月四日，李世民发动玄武门之变，事定之后，程知节被赏赐绢六千匹、骏马二匹、并金装鞍辔及金胡瓶、金刀、金碗等物，加上柱国，掌管东宫右卫率。不久拜右武卫大将军，赐实封七百户。
- 貞觀元年（627年），授使持节都督泸、戎、荣三州诸军事、泸州刺史（四川泸州）。镇压铁山獠人叛乱，赏赐绢二百匹、御服玉带一条。
- 貞觀七年（633年），拜左领军大将军。第二子程处亮封东阿县公，授驸马都尉，迎娶10岁的清河公主。
- 貞觀八年（634年），检校原州都督（今宁夏固原）。
- 貞觀十一年（637年），检校太宗第七子李恽的蒋王府长史。六月，唐太宗封建功臣，程知节被授为普州刺史，改封卢国公，真食七百户，子孙代代承袭。
- 拜使持节都督幽、易、檀、平、燕、妫六州诸军事、幽州刺史。
- 貞觀十七年（643年），授左屯卫大将军，於北门（玄武门）检校屯兵。
- 貞觀十八年（644年），唐太宗征讨高句丽，留守长安。
- 貞觀二十二年（648年），加镇军大将军。
- 貞觀二十三年（649年），唐太宗驾崩，程知节自翠微宫奉敕统率飞骑军护卫皇太子李治回朝继位，并在左延明门外连续宿卫三个月。
- 永徽六年（655年），从左屯卫大将军迁任左卫大将军，兼检校屯营兵马。
- 显庆二年（657年），西突厥阿史那贺鲁反唐，69岁的程知节任葱山道行军大总管，率军征讨，九月与贺鲁之子阿史那咥运交战，斩首数千级。在怛笃城屠杀投降的胡人数千家，获得大量财物。阿史那贺鲁远遁别处。十二月程知节因领军逗留，追贼不及，被免职。由苏定方等四将军接替。不久程知节再次被任命为岐州刺史。此后上表请求致仕，唐高宗批准。
- 麟德二年二月初七日（665年2月27日），在怀德里家中去世，享年七十七。高宗下诏追赠骠骑大将军、益州大都督，陪葬于昭陵。谥曰襄公。同年十月十一日葬于九嵕山之原。

## 家族
- 曾祖父：程兴，北齐兖州司马。
- 祖父：程哲，北齐晋州司马。
- 父：程娄，济州大中正，后追赠使持节瀛州诸军事、瀛州刺史。一作程玉，隋济州大都督。
  - 前夫人：孙氏，县令陆儿第三女，封宿国夫人。贞观二年六月廿一日薨于怀德里第，年三十一（隋开皇十八年（598年）—唐贞观二年六月二十一日（628年7月27日））。
  - 后夫人：清河崔氏，齐郡公崔逊之孙，隋任齐州别驾崔信之长女，显庆三年十二月廿一日终于怀德里第（长安朱雀门街西第五街内有怀德坊），时年六十有七（隋开皇十三年（593年）—唐显庆三年十二月二十一日（659年1月19日））。
    - 长子：程处嗣，明威将军、桂州溎南府折冲都尉。新旧两唐书称程处默，袭爵卢国公。
    - 次子：程处亮，以功臣子尚唐太宗女清河公主李敬，授驸马都尉、东阿县开国公、左卫中郎将，终宁远将军。
    - 五子：程处政，字彦道，官至朔州司马。
    - 少子：程处弼，官至右金吾将军、汴州刺史，授广平郡开国公。
      - 孙：程伯献（？—738年），字尚贤，袭爵广平郡公，终于镇军大将军行右卫大将军，赠户部尚书，谥号庄。墓志铭作程处弼子。夫人南阳樊周，字大雅，司宗卿樊德庆之孙，恒州长史樊瓘之次女，年五十四，先伯献而薨。有二子：程若冰、程若水
        - 曾孙：程若冰
        - 曾孙：程若水
          - 玄孙：程昌胤（725年—784年），程若水第二子，官殿中御史。四子：程肃模，程肃詠，程肃言，程肃敏。
          - 玄孙：程昌缔
          - 玄孙：程昌穆

    - 庶子：程处寸，官户部郎中、绵州刺史。子程策。程策子徐州节度随军朝议郎、前试太子家令、赏绯鱼袋程翰林，《全唐文补遗》第5辑32页有墓志。
    - 庶子：程处立，官相州城安县令。《全唐文补遗》第4辑414页有其与夫人和干（贞观十四年（640年）—开元十七年四月八日（729年5月10日））墓志。和干为和智方女，字贞坚。长女为右领军中候妻。
    - 庶子：程俊（贞观四年（630年）—显庆元年十二月二十日（657年1月10日）），字处侠，东宫通事舍人。

## 文艺作品中的程咬金

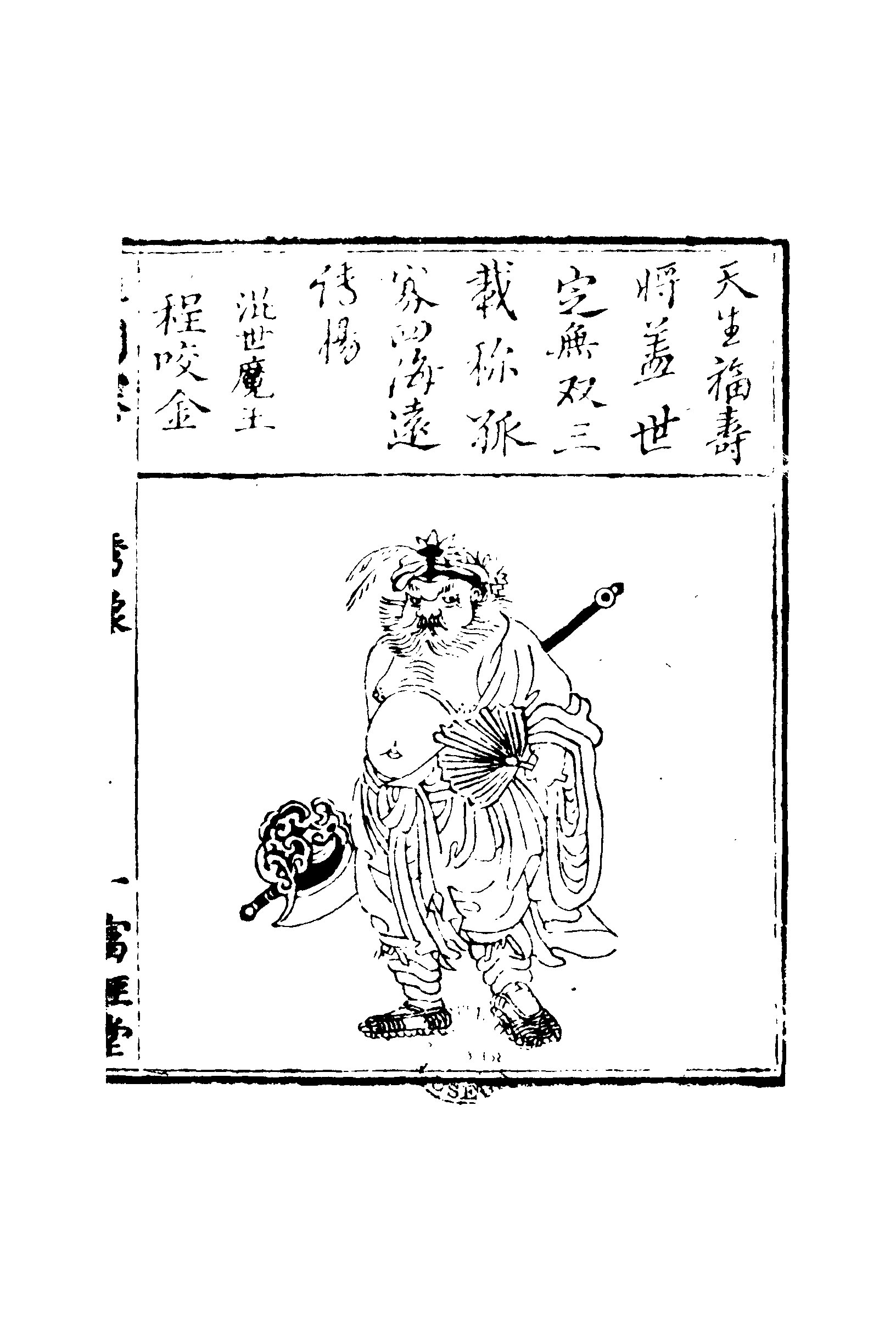
《繡像瓦崗寨演義傳》混世魔王程咬金

在以《说唐》为代表的系列话本及历史演义小说中，程咬金，字知节，小名一郎，使一柄八卦宣花斧。是一名性格直爽、粗中有细的福将，而且特别长寿，活了一百多岁，直至武则天政权垮台。据此改编的戏曲影视中，程咬金也是一个重要而可爱的角色。
說戲故事通常是从秦琼和程咬金的童年开始，程原本家住济南，幼年丧父，与秦琼是总角之交，后随母逃荒至历城，与秦琼分别。长大后，程咬金贩卖私盐，打死捕快，判了死缓，坐牢三年。恰逢隋炀帝大赦天下，释放出狱。出狱后，程咬金受母亲教诲，正经营生，販賣柴薪，却遇上响马尤通。尤有意要骗程咬金做强盗，教他斧法，程咬金总学不会。程咬金一日夢一老人，教会了他全套精妙斧法，醒来演练，却被尤喝破，只记得三招半，这就是所谓“程咬金三斧”。對於三招半的说法很多，但无非下劈、横抹、斜挑及击刺等几个关键动作，确实是斧法的精华所在，简单而又实用。在打鬥中，前三斧半（三斧半：劈脑袋，小鬼剔牙，削耳朵，捎带腿）威力无比，很多对手迅速潰敗，但若遇久持戰卻是程咬金落下風。
程咬金头一次当强盗就做了笔大买卖，靠山王杨林的义子大太保罗芳和二太保薛亮，护送皇杠进京，他们打着靠山王的旗号，以为平安无事，谁知半路杀出程咬金。二人敌不过三斧半，落荒而逃。程咬金劫了皇杠，惹出无数事端，这才有贾柳楼（贾家楼）46人结义，反了山东。其后，程咬金三斧定瓦岗，单身探地穴，被众人拥立，号为混世魔王。裴仁基、裴元庆父子投降瓦岗后，程咬金迎娶裴仁基之女裴翠云。程咬金做首领不痛快，救出李密，将领袖交予他。李密日渐骄横，冷了众人心。程咬金等人最终投奔李世民，立下不少功劳，封鲁国公。此后在《薛刚反唐》等故事中也有出场，并以128岁高龄逝世。
程咬金先称王後让位，源自翟让的事迹。

### 半路殺出程咬金
現指一件按照計劃執行的事情，出乎意料地被某人給打斷了。

### 三道板斧
隨著小說形容程咬金資質不佳的印象，「三道板斧」變成歇後語，意思是「只會幾招」。

## 程知节碑和墓誌铭

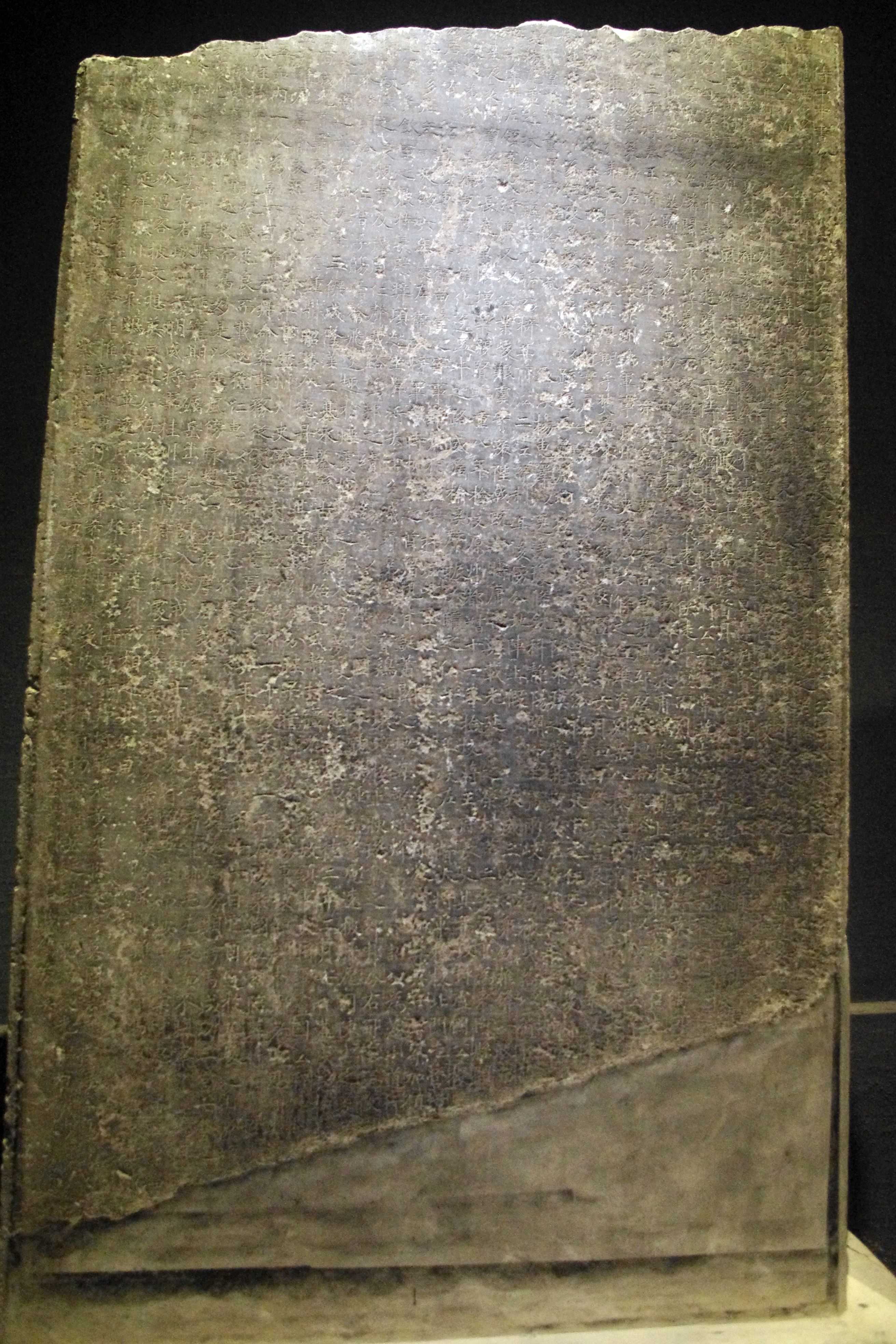
昭陵博物馆所藏程知节碑

程知节碑位于陕西礼泉县唐太宗昭陵内，上部碑额已断裂遗失。碑为许敬宗撰文，畅整书丹。
墓志出土于1986年，志盖篆书《大唐故骠骑大将军卢国公程使君墓志》16字，志石边长78厘米，厚约15厘米，志文皆楷书，共45行，约2000字有余。

## 影视作品
| 年份                     | 影视作品                                                                                   | 演员     |
| ------------------------ | ------------------------------------------------------------------------------------------ | -------- |
| 1976、85、86、87、2004年 | 《隋唐風雲》、《薛仁貴征東》、《薛丁山征西》、《薛剛反唐》、《大运河》、《烽火奇遇結良緣》 | 秦煌     |
| 1990年                   | 《混世魔王程咬金》                                                                         | 德力格尔 |
| 1994年                   | 《唐太宗李世民》                                                                           | 韩晓军   |
| 1995年                   | 《隋唐群英会》                                                                             | 李龙基   |
| 1996年                   | 《隋唐演义》                                                                               | 德力格尔 |
| 2000年                   | 《乱世桃花》                                                                               | 韩东     |
| 2001年                   | 《程咬金》                                                                                 | 郭冬临   |
| 2003年                   | 《隋唐英雄传》                                                                             | 林子聪   |
| 2004年                   | 《贞观长歌》                                                                               | 邢国洲   |
| 2005年                   | 《秦王李世民》                                                                             | 张亚鹏   |
| 2006年                   | 《贞观之治》                                                                               | 贾石头   |
| 2006年                   | 《薛仁贵传奇》                                                                             | 包德鑫   |
| 2006年                   | 《风尘三侠之红拂女》                                                                       | 庞庸之   |
| 2009年                   | 《开创盛世》                                                                               | 叶儿江   |
| 2010年                   | 《少林寺传奇2》                                                                            | 赵小锐   |
| 2012年                   | 《轩辕剑之天之痕》                                                                         | 陆凯     |
| 2012年                   | 《隋唐演义》                                                                               | 姜武     |
| 2013年                   | 《薛丁山》                                                                                 | 包德鑫   |
| 2012年                   | 《隋唐英雄1-2》                                                                            | 张卫健   |
| 2014年                   | 《隋唐英雄3》 《隋唐英雄4》                                                                | 张卫健   |
| 2018年                   | 《唐砖》                                                                                   | 曹扬     |
| 2021年                   | 《骊歌行》                                                                                 | 黑子     |